# Orden de Malta
La Soberana y Militar Orden Hospitalaria de San Juan de Jerusalén, de Rodas y de Malta (SMOM), conocida simplemente como Orden de Malta o Caballeros Hospitalarios, a veces como sanjuanistas, y en origen llamada Orden del Hospital de San Juan Bautista de Jerusalén, es una orden militar de derecho pontificio reconocida como sujeto de derecho internacional, nacida con vocación asistencial, hospitalaria, y tradicionalmente vinculada a su carácter caballeresco y nobiliario. 
Nació en un contexto histórico previo al desarrollo de las cruzadas, junto a su actividad hospitalaria, fueron incorporando una vocación militar con el desarrollo de acciones defensivas contra los ejércitos musulmanes (inicialmente árabes, y más tarde también turcos).
Su sede central ha ido cambiando de lugar en varias ocasiones durante los nueve siglos de su existencia y actualmente se encuentra en la ciudad de Roma, en el Palacio Magistral. Este edificio, así como la Villa Magistral del Aventino que funciona como su embajada ante la República Italiana, gozan del estatuto de extraterritorialidad.

## Denominaciones de la Orden

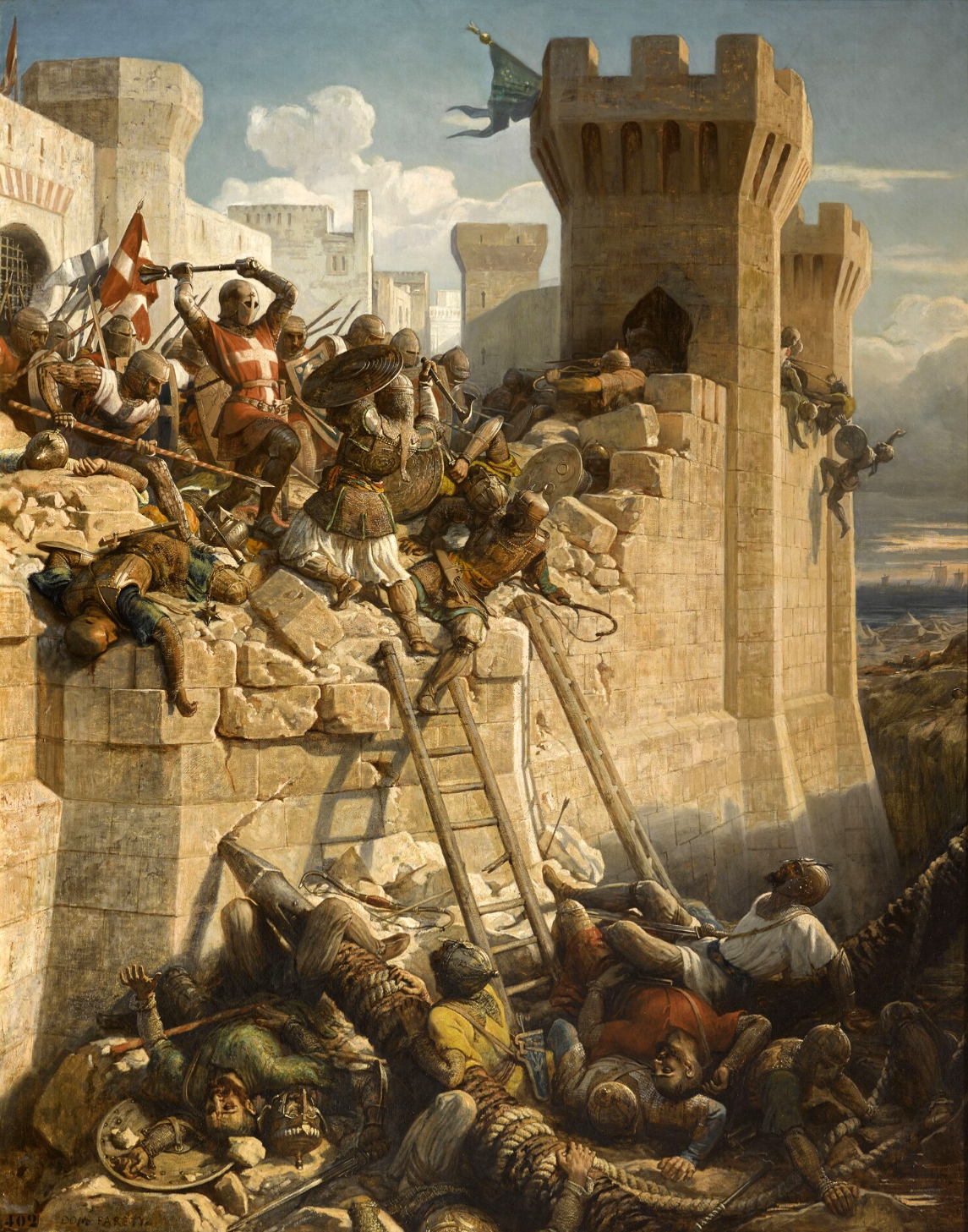
Los caballeros de la Orden defendiendo las murallas de San Juan de Acre en 1291.

Desde su fundación, la Orden y sus miembros han tenido varias denominaciones. Su nombre oficial, al completo, es Soberana y Militar Orden Hospitalaria de San Juan de Jerusalén de Rodas y de Malta o Soberana Orden Militar y Hospitalaria de San Juan de Jerusalén, de Rodas y de Malta.
En un principio a sus miembros se les llamó Caballeros Hospitalarios (u Hospitalarios), lo mismo que Caballeros de San Juan, La Religión y Giovannitio Gerosolimitani, bien fijándose más en su santo patrón San Juan Bautista, bien en su carácter de hermandad religiosa bien en su lugar de origen, Jerusalén, donde se fundó la Orden, indiferentemente.
Después de la conquista de la isla de Rodas, sus miembros pasaron a ser llamados caballeros de Rodas y, tras la cesión del archipiélago maltés, caballeros de Malta.
Históricamente, la Orden ha registrado dieciséis versiones de sus denominaciones y emblemas. Algunas de ellas son Fratres Hospitalis S. Joannis del Xenodochium Hierosolymitanum (en 1113), Militia Rodiensis Hospitalis S. Ioannis (en 1307), Ordine di San Giovanni di Gerusalemme (en 1802) y Sovrano Militare Ordine di Malta (en 1927).
Asimismo, se ha usado para aludir a esta orden la denominación de La Religión, en alusión a su carácter de cofradía cristiana.

## Historia

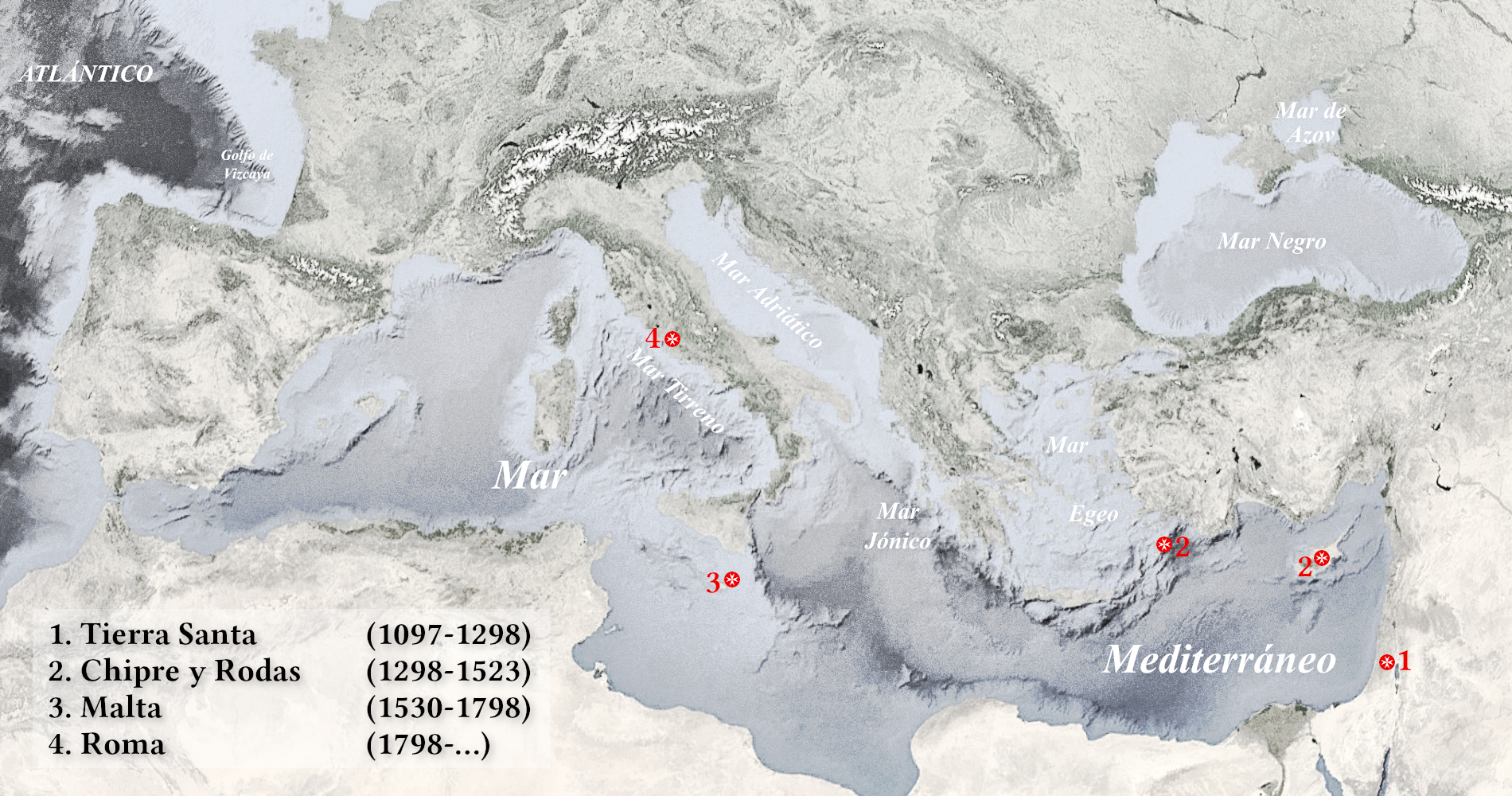
Sedes históricas de la SOM de Malta

### Orígenes

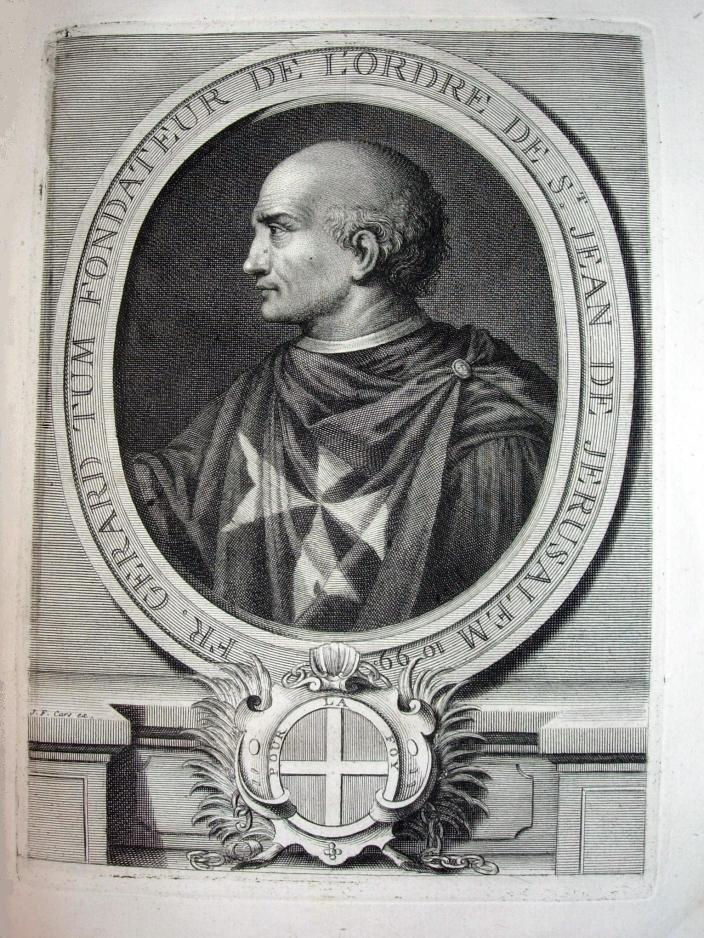
Gerardo Sasso, fundador de la Orden de Malta en 1048.

Los orígenes de la Orden se remontan a 1048, cuando mercaderes de Amalfi fundaron en Jerusalén un hospital para peregrinos. El proyecto contaba con la aprobación del gobierno del califa Al Mutansir que les otorgó una licencia para construirlo junto a la iglesia del Santo Sepulcro. El lugar fue consagrado a san Juan Bautista, razón por la cual su nombre completo fue Orden del Hospital de San Juan de Jerusalén. El padre superior del monasterio, Gerardo Sasso, es conocido como el fundador de la Orden de Malta.
La orden recibió el reconocimiento del papa Pascual II en 1113, mediante la bula Geraudo institutori ac praeposito Hirosolimitani Xenodochii. Sus miembros adoptaron la regla de san Agustín, el hábito negro y una cruz de paño blanco con ocho puntas, las ocho bienaventuranzas. También recibían el tratamiento honorífico de frey. Su misión fue primero hospitalaria (atención médica a los creyentes que habían peregrinado a Jerusalén), pero desde el gobierno de Raymond du Puy, el segundo gran maestre de la Orden, tomó un carácter militar. En 1140 se creó una especie de élite entre sus militantes, una clase especial de protectores, que guardarían la doctrina, las normas y los principios de la Orden. Es conveniente aclarar que esta orden militar no es la primera, ya que en sus comienzos fue una orden tan solo religiosa, y tras la formación de la Orden del Temple imitan a esta y se constituyen en orden militar. También sería interesante aclarar que esta orden tanto como la Templaria son consideradas por el pontificado como órdenes universales a diferencia por citar algunas: la Orden Teutónica o las hispanas Santiago, Calatrava o Alcántara, por ejemplo. Si bien hay que decir que esta orden hospitalaria llegó a ser casi tan poderosa como la Orden Templaria.
Algunos caballeros, representados por Juan de Mata y Félix de Valois, fundan en 1198 la Orden Trinitaria. Hacia 1150 el rey Geza II de Hungría fundó la Orden de San Esteban de Hungría tras obtener un hospital en Jerusalén que fue confiado a religiosos y caballeros húngaros. Esta orden hospitalaria húngara (cuyos miembros eran conocidos como estefanitas) derivó entonces de la Orden de San Juan, convirtiéndose en una poderosa institución en el Reino de Hungría.
Tras la primera cruzada los cristianos conquistaron Jerusalén. La situación de inseguridad que caracterizó a este período hizo que se consolidara el carácter militar de la Orden, al que la Santa Sede en un principio había opuesto ciertas reticencias.

### Tierra Santa y Chipre

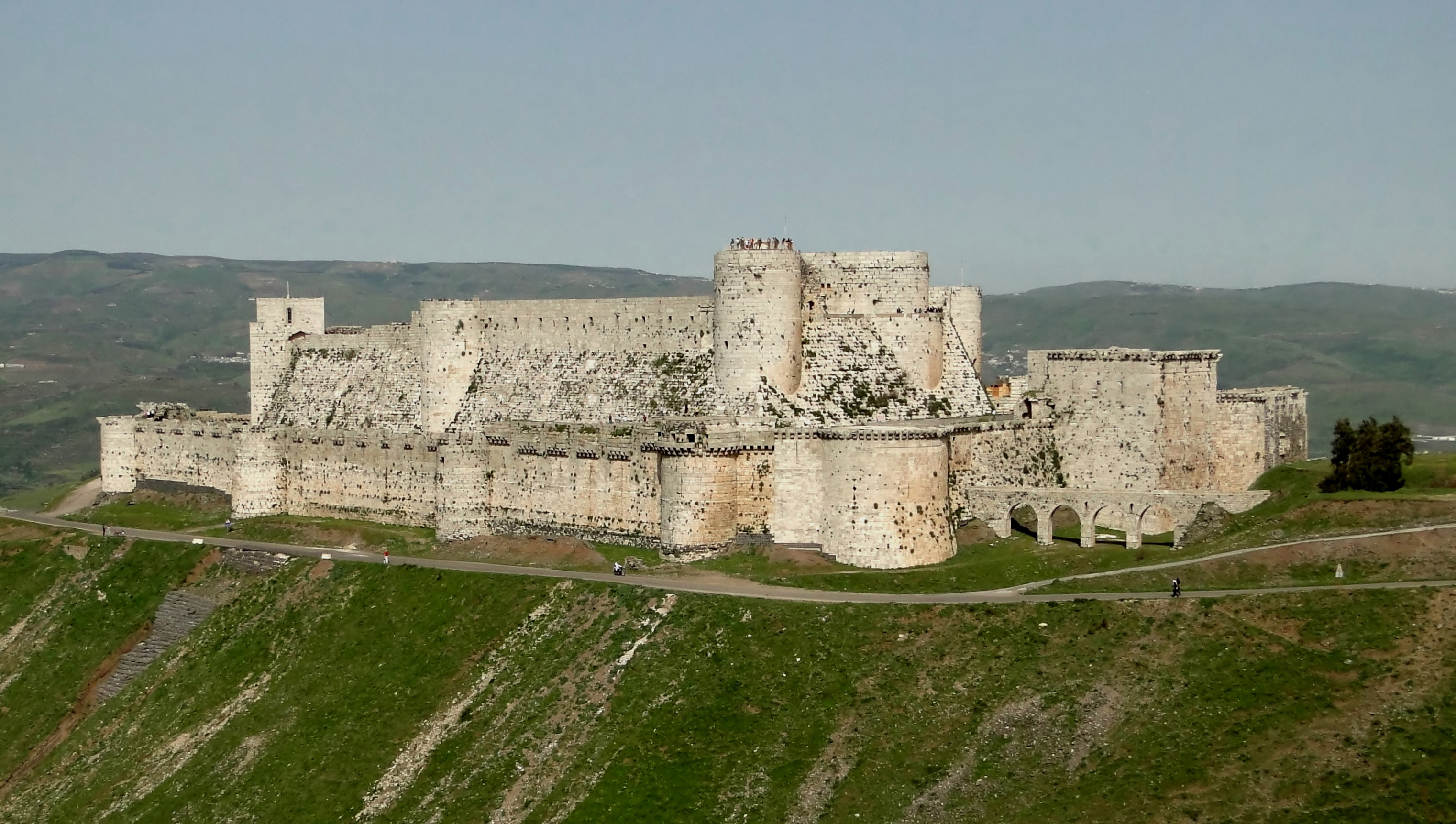
Vista exterior del Crac de los Caballeros.

La orden tuvo su primera sede en Jerusalén, en 1142, en el castillo del Crac de los Caballeros, en Siria. Tras la conquista de Jerusalén por Saladino en 1187 (en la que murió el gran maestre de la Orden), pasó a San Juan de Acre, donde se construyó un hospital. Cuando fue expulsada a su vez de allí en 1291, lo mismo que todos los cristianos de Tierra Santa (mayoritariamente la región de Palestina), la Orden se instaló en Chipre.

### Prioratos y Lenguas
Para organizar y canalizar los fondos donados, desde el siglo XIII se fundaron prioratos, o grandes prioratos, bailiajes y encomiendas. Desde un principio el poderío de la Orden vino de las propiedades administradas por esta en Europa. Su doble vocación (militar y religiosa) le ha permitido tener más simpatizantes que las organizaciones puramente eclesiásticas. 
En 1301 la Orden instauró un elaborado sistema de sus posesiones basado en las Lenguas, que eran grupos geográficos de Prioratos. A principios del siglo XIV eran siete grupos: Provenza, Auvernia, Francia, Italia, Aragón (incluyendo los prioratos de Cataluña y de Navarra, además de la Castellanía de Amposta que es la denominación aplicada al priorato de Aragón), Inglaterra (incluyendo Escocia e Irlanda) y Alemania. En 1462 se incorpora una octava lengua: Castilla (incluyendo los prioratos de Castilla, de León y de Portugal). Dentro de cada una están comprendidos los prioratos, y grandes prioratos, bailiajes y encomiendas.

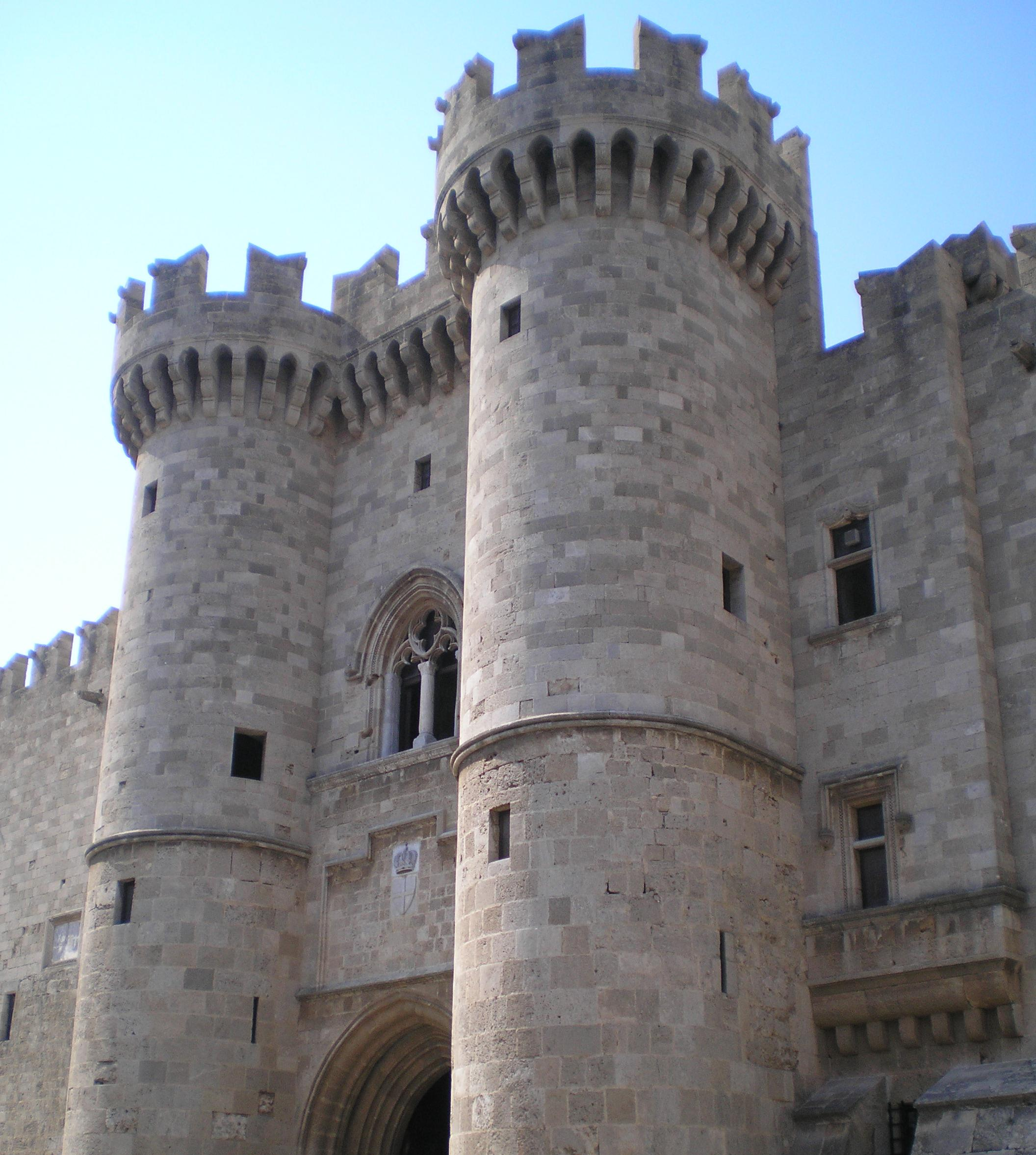
Palacio del Gran Maestre, en la ciudad de Rodas.

### Rodas
En 1310 la Orden se instaló en Rodas. Allí construyó sólidas fortificaciones que resistieron varios asedios y sirvieron como retaguardia a su flota. Entre sus acciones más destacadas de este período se encuentran las batallas de las cruzadas en Siria y en Egipto.
Por otro lado, en 1312 Clemente V abolió la Orden de los Templarios, y mediante la bula pontificial Ad vitam designó, algunos meses más tarde, como heredera de sus bienes a la Orden de los Hospitalarios. La Orden de los Hospitalarios, que comienza a ser conocida como "de Rodas", pasa de ser simplemente militar a sostener actividades con patente de corso, que por ese entonces eran asimilables a la piratería, llegando a atacar barcos cristianos y practicar la trata de esclavos. Como señal de su enriquecimiento material, al tiempo que como expresión de su soberanía, en esta época los Grandes Maestres comenzaron a acuñar su propia moneda con su efigie en ellas.
Solimán el Magnífico, con un ejército de 200 000 hombres, sitió Rodas en 1522 durante seis meses, tras los cuales la Orden capituló y abandonó la isla.

### Malta
En 1530, ocho años después de haber salido de Rodas, Carlos I de España —con el beneplácito de Clemente VII— cedió a la Orden las islas de Malta, Gozo y Comino, así como Trípoli. La intención era proteger el Mediterráneo occidental de la avanzada otomana, la cual en 1534 ya había conquistado la ciudad de Túnez. Por su parte, la Orden debía permanecer neutral en las guerras entre naciones cristianas.

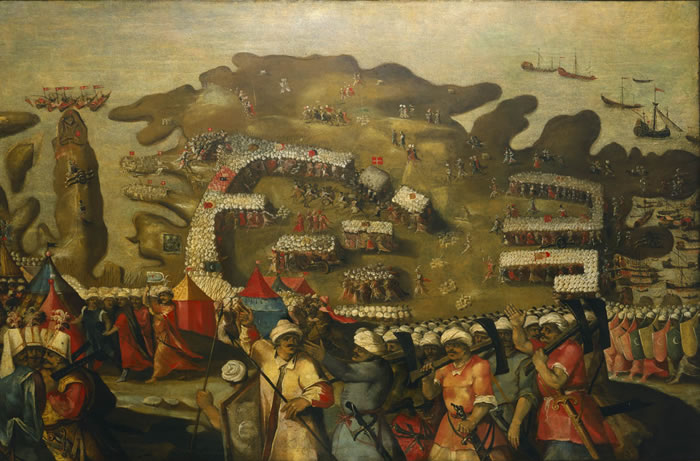
El sitio de Malta por Mateo Pérez de Alesio.

En esta época, sin embargo, la Orden atravesó por graves dificultades económicas, pues varios Grandes Prioratos desaparecieron a causa de la Reforma Protestante, en particular en Escandinavia, y otros comenzaban el proceso de conversión al protestantismo, como gran parte de los caballeros alemanes y holandeses. Por su parte, Enrique VIII había disuelto de facto la lengua de Inglaterra. En ese contexto tuvo lugar el sitio de Malta de 1565.
Los enfrentamientos que ocurrieron durante el sitio de Malta comenzaron el 18 de mayo. La orden contaba con aproximadamente 540 caballeros y hombres de armas distribuidos entre la ciudad de Birgu, Senglea y los fuertes San Ángel, San Miguel y San Telmo. El gran maestre Jean Parisot de la Valette tenía también bajo su mando a 1000 soldados y arcabuceros españoles, así como a entre 3000 y 4000 milicianos malteses e irregulares. El ejército otomano contaba a su vez con 30 000 a 40 000 hombres (varía según las fuentes) y más de 200 galeras. Aunque la Orden logró defender la isla durante algunos meses, en el curso de los combates se perdió el vital fuerte de San Telmo y probablemente habría tenido que abandonar toda la isla, de no ser por el "Gran Rescate" del 7 de septiembre prestado por el ejército español, el cual se encontraba en Sicilia.

### Napoleón y la pérdida de Malta
En 1798, Napoleón Bonaparte, durante la campaña de Egipto, ocupó la isla durante los hechos conocidos como la toma de Malta, obligando a la Orden a abandonarla. En 1800, los ingleses conquistaron el archipiélago. Aunque fueron reconocidos los derechos de la Orden sobre la isla en el Tratado de Amiens en 1802, los términos estipulados no fueron respetados y la isla dejó de ser la sede de la Orden.

### SigloXIX
El gran maestre Ferdinand von Hompesch se retiró a Trieste con aquellos que quisieron seguirle; pero, habiendo muerto asesinado en 1801, se proclamó protector de la Orden el papa Pío VII, que nombró gran maestre a Bartolomeo Francesco Maria Ruspoli, el cual estableció su residencia en Catania, una antigua población de Sicilia.[cita requerida]
En 1845, la Orden podía considerarse prácticamente disuelta, ya que en cada país existía y se organizaba de distinta manera. Hoy día se considera como su sucesora la Soberana Orden de Malta, establecida en Roma, y su nombre completo es Soberana y Militar Orden Hospitalaria de San Juan de Jerusalén, de Rodas y de Malta.[cita requerida]

### SiglosXXyXXI

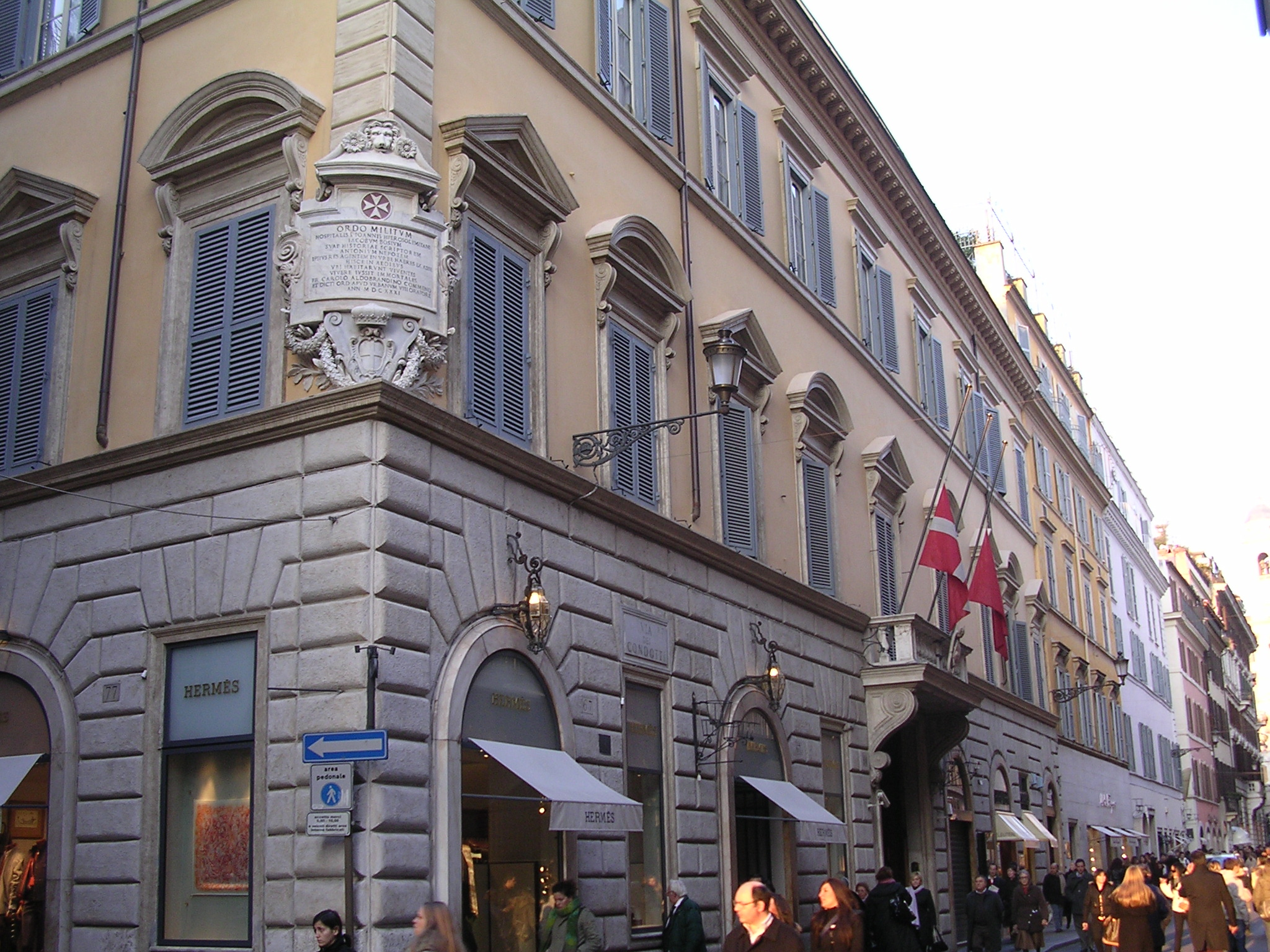
Palazzo di Malta, Via dei Condotti 68 Roma, actual sede de la Orden

Después de haber tenido sedes provisionales en Mesina, Catania y Ferrara, la Orden se estableció finalmente en Roma en 1834. Durante el siglo XX la Orden volvió a centrarse en su misión de asistencia hospitalaria. Bajo el gobierno del gran maestre frey Ludovico Chigi Albani della Rovere, la Orden llevó a cabo misiones humanitarias durante la Primera y la Segunda Guerra Mundial. En 1961, la Santa Sede aprobó los nuevos estatutos de la Orden. Hasta su dimisión en enero de 2017, el gran maestre era frey Matthew Festing.
El Consejo Pleno de Estado, órgano electoral de la Orden de Malta, eligió el 29 de abril de 2017, y por un periodo de un año, a frey Giacomo Dalla Torre como lugarteniente del gran maestre, para proceder a reformar la Orden. El 2 de mayo de 2018 Frey Giacomo Dalla Torre del Tempio di Sanguinetto fue elegido príncipe y 80.º gran maestre. Fra' Giacomo Dalla Torre murió el 29 de abril de 2020. El actual jefe de la Orden es el canadiense Frey John T. Dunlap, lugarteniente de gran maestre desde el 14 de junio de 2022.
El 3 de septiembre de 2022 el papa Francisco firmó un Decreto de reorganización y designación de nuevas autoridades de la Orden, cuyo texto completo, en italiano, puede leerse en el sitio Vatican News bajo el título "Orden de Malta: Francisco promulga nueva Constitución, nombra Soberano Consejo Provisional."

## Naturaleza y objetivos
La naturaleza de la Orden está expuesta en su Constitución, en donde se estipula que es religiosa-laica (tanto por contar con miembros laicos, como por no obligar a la vida en común), soberana, militar, caballeresca, de tradición nobiliaria, con personalidad jurídica, aprobada por la Santa Sede y sujeta al derecho internacional. La orden también tiene su propio ordenamiento jurídico, expide pasaportes y da personalidad jurídica autónoma a sus organismos públicos. También dispone de sus propias matrículas.

Bandera de la Orden de Malta.

Sus principios fundacionales se sintetizan en el lema 'testimonio y defensa de la fe' (Tuitio Fidei) y 'asistencia a los enfermos y los necesitados' (Obsequium Pauperum), y se concretan en las actividades de sus voluntarios en tareas asistenciales, sanitarias y sociales.
La orden ocupa una posición sui géneris en el ámbito internacional, ya que no cuenta con un territorio determinado ni con ciudadanos no institucionales, dos condiciones clave para que su reconocimiento internacional sea indiscutido según los términos de la Convención de Montevideo. Además, en cuanto a lo que se refiere a la Orden religiosa mantiene un vínculo de dependencia con la Santa Sede. Por esa razón se considera que su carácter jurídico es doble, pues se inscribe dentro tanto del derecho internacional como del canónico.

### Divergencias sobre el estatus de la Orden
El reconocimiento de la Orden como ente de derecho internacional tiene detractores. Algunos consideran que las materias sobre las que versan los acuerdos internacionales establecidos por ella son convencionales y en sectores muy específicos. Otros sostienen incluso que su reconocimiento internacional no es más que un vestigio pintoresco de una gloria pasada.

## Miembros

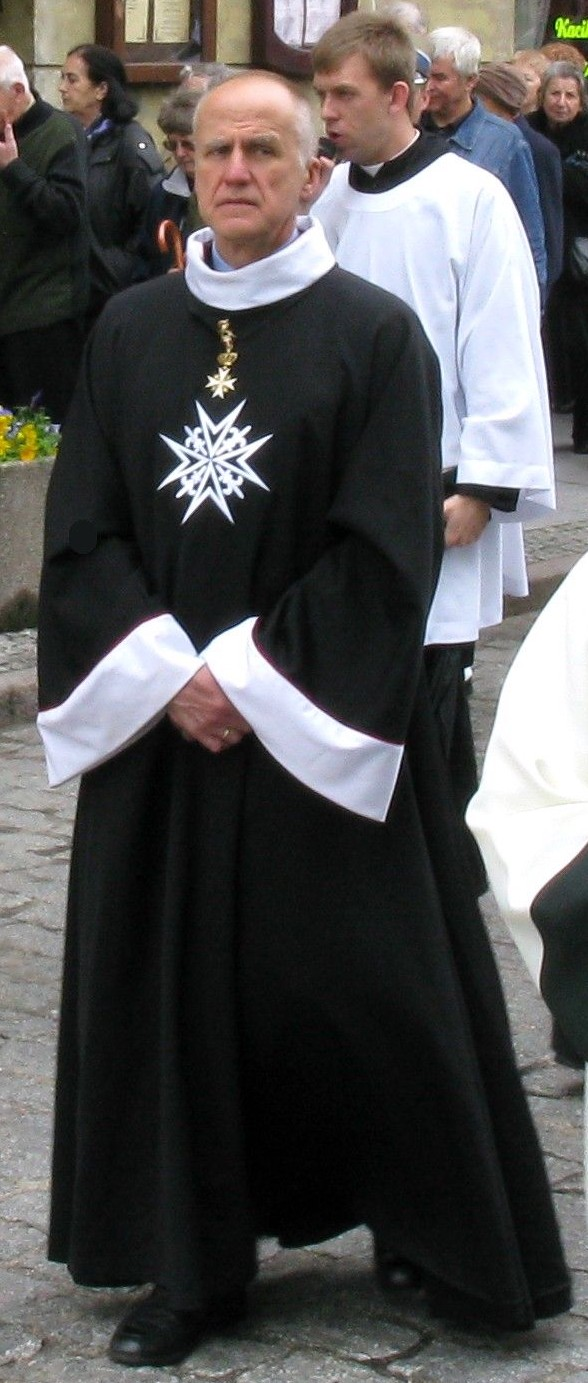
Caballero de Gracia y Devoción en la actualidad.

Integran la Orden personas físicas y jurídicas. La componen más de 13 500 caballeros y damas y unos 95 000 voluntarios y 52 000 trabajadores, personal sanitario en su mayoría.
Las personas físicas se dividen en tres clases de miembros:

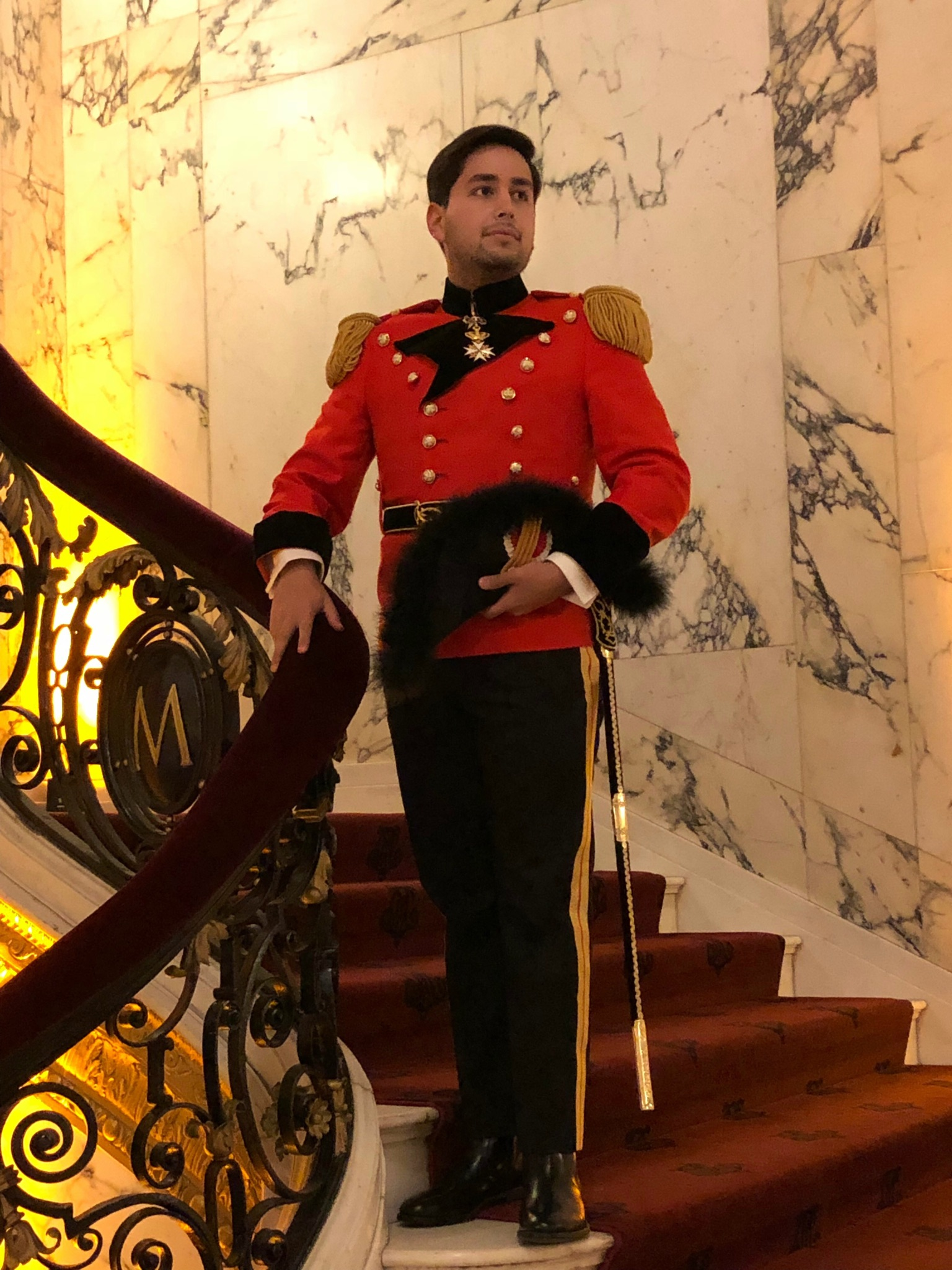
Uniforme militar de la Orden de Malta.

- La primera clase está compuesta por profesos de votos religiosos de obediencia, castidad y pobreza, quienes son religiosos para todos los efectos del derecho canónico, pero no están obligados a la vida en común. Está compuesta por los caballeros de justicia (entre quienes se escoge el gran maestre) y por los capellanes conventuales profesos.

- La segunda clase, cuyos integrantes han jurado tender a la perfección de la vida cristiana, conforme a los deberes del propio estado, según el espíritu de la Orden. Está compuesta por los caballeros y damas de honor y devoción en obediencia, de gracia y devoción en obediencia y de gracia magistral en obediencia.

- La tercera clase, cuyos miembros no emiten votos religiosos ni promesa. Está compuesta por los caballeros y damas de honor y devoción, los caballeros y damas de gracia y devoción, los capellanes conventuales "ad honorem" o de honor, los capellanes magistrales, los caballeros y damas de gracia magistral y los donados de devoción.

Las personas jurídicas de la Orden son el gran maestre, los grandes prioratos y prioratos, los subprioratos y las Asociaciones nacionales.
El gran maestre, con el voto deliberativo del Soberano Consejo, puede conferir personalidad jurídica a otros entes. 
Los entes de la Orden que lo consideren útil pueden, con el consentimiento del gran maestre y tras escuchar las recomendaciones del Consejo Jurídico de la Orden, adquirir a su vez la personalidad jurídica en las naciones en que estén constituidos.

### Admisión a la Orden de Malta
Junto a la nobleza tradicional, se acepta hoy en la Orden de Malta a las personas dotadas de nobleza personal, basada en una ejemplar vida cristiana y méritos hacia la Orden. Es incorrecta la idea de que el gran maestre ejerce sobre ellos un ius nobilitandi al recibirles en la Orden, pues no se trata de un ennoblecimiento de la persona con carácter hereditario, sino meramente un reconocimiento de la nobleza personal sin otra repercusión más allá de la persona que recibe la gracia. 
El gran maestre ejerce el ius nobilitandi en las raras ocasiones en las que crea títulos o ennoblece con carácter hereditario. Antiguamente a la nobleza de sangre se le reservaba la Primera clase o caballeros de justicia, pero las actuales constituciones no exigen ese requisito. Sí está reservado para la nobleza de sangre el primer y segundo grupos de la tercera clase, es decir, los caballeros de honor y devoción y los caballeros de gracia y devoción. 
Solo por invitación es posible convertirse en miembro de la Orden. Los voluntarios (unos 95 000), por el contrario, son siempre bienvenidos.

## Gobierno
Son miembros del Gobierno de la Orden de Malta el gran maestre, el gran comendador, el gran canciller, el gran hospitalario y el recibidor del común tesoro. Sus órganos de gobierno son el Consejo Pleno de Estado, Capítulo General, el Soberano Consejo, el Consejo de Gobierno, el Tribunal de Cuentas, el Consejo para las Comunicaciones, el Consejo Jurídico, los Tribunales Magistrales y la Abogacía del Estado.

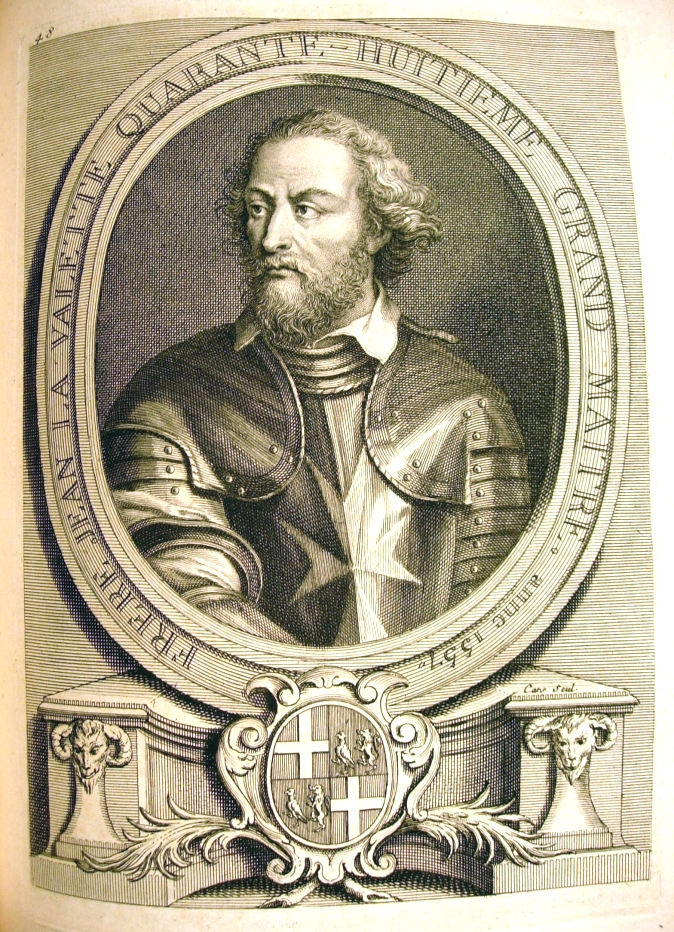
Grabado de Jean Parisot de la Valette, gran maestre entre 1557 y 1568.

- El gran maestre es quien rige la Orden. Tiene el tratamiento de alteza eminentísima. La Iglesia católica lo considera como uno de sus cardenales y, por ende, príncipe de sangre real, aunque no forma parte del Colegio Cardenalicio. Su dignidad de príncipe del Sacro Imperio era reconocida por Austria e Italia. Gobierna desde la sede central, Via Condotti. Los Estados con los que la Orden mantiene relaciones diplomáticas, lo consideran un jefe de Estado en todo el sentido en la palabra. Es la cabeza de un Estado soberano sin territorio, y la de una orden religiosa, por lo cual tiene consideración de cardenal.[30] Ejerce la suprema autoridad y sus atribuciones son impulsar ciertas leyes, promulgar actos de gobierno, administrar los bienes de la Orden y ratificar acuerdos internacionales. Es elegido de por vida entre los caballeros profesos por el Consejo Pleno de Estado.[31] A lo largo de su historia, la Orden ha tenido ochenta gobernantes.

- El Consejo Pleno de Estado elige al gran maestre y al lugarteniente del gran maestre. Lo forman todos los miembros del Soberano Consejo, el prelado, los priores, los bailíos profesos, dos caballeros profesos delegados por cada priorato y quince representantes de las asociaciones nacionales.[29]

- El Capítulo General es la asamblea de caballeros. Se convoca cada cinco años. Elige a los miembros del Soberano Consejo, del Consejo de Gobierno y del Tribunal de Cuentas. Entre sus miembros se encuentran los representantes de los organismos de la Orden.

- El Soberano Consejo está integrado por el gran maestre o lugarteniente, los cuatro altos cargos del Gran Magisterio y seis consejeros elegidos por el Capítulo general entre los profesos y miembros en obediencia. Tiene como función asistir al gran maestre en el gobierno de la Orden. Celebra seis reuniones ordinarias anuales, pero también pueden convocarse reuniones extraordinarias cada vez que sea necesario.[29]

## Organización
Los miembros de la Orden que llegaron a Rodas, así como los estamentos de la Orden, se agruparon a principios del siglo XIV de acuerdo con los idiomas que hablaban. Fueron inicialmente siete lenguas: Provenza, Auvernia, Francia, Italia, Aragón (y Navarra), Inglaterra (con Escocia e Irlanda) y Alemania. En 1462 León, Portugal y Castilla se separaron de la Lengua de Aragón y formaron conjuntamente la octava lengua. En el siglo XVI, la lengua de Inglaterra fue suprimida y posteriormente, en 1782, restablecida de modo provisional bajo el nombre de lengua anglobávara. 

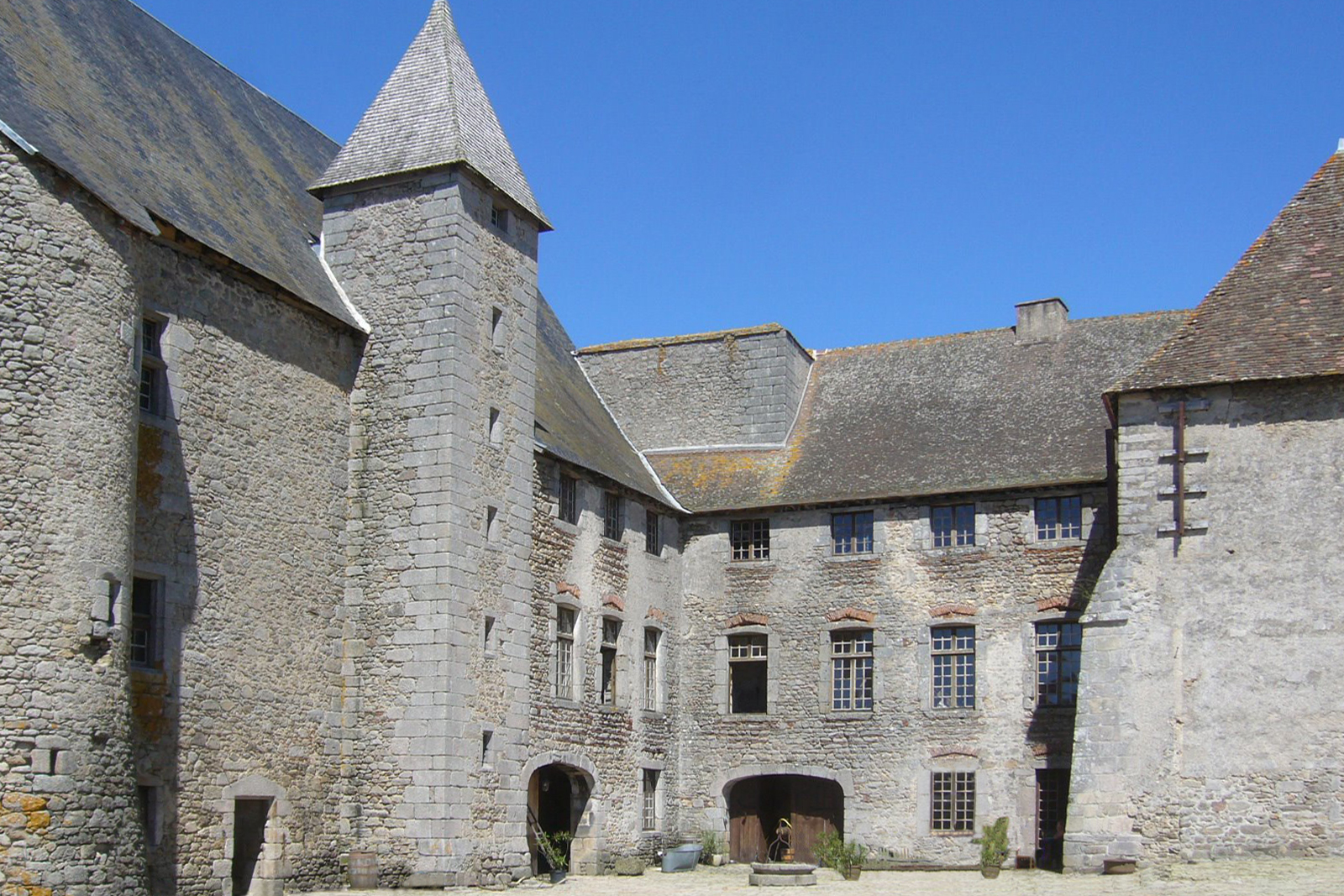
Encomienda de la Orden en la comuna francesa de Lavaufranche.

Cada Lengua se componía de prioratos o grandes prioratos, bailías y encomiendas, lo que se refleja en la estructura territorial actual de la Orden: Grandes Prioratos, Prioratos, Suprioratos y Asociaciones nacionales. Cada organismo se estructura interiormente de un modo distinto. A su vez, estos pueden constituir delegaciones.
- Los Grandes Prioratos son seis: Roma, Lombardía y Venecia, Nápoles y Sicilia, Bohemia, Austria e Inglaterra. Los Suprioratos son cinco: el alemán de San Miguel, el español de San Jorge y Santiago, el australiano de la Inmaculada Concepción y los estadounidenses de Nuestra Señora de Filermos y Nuestra Señora de Lourdes.

- En el siglo XIX se fundaron las asociaciones nacionales alemana, británica, española, francesa, portuguesa y de los caballeros italianos. Durante el siglo XX, vieron luz asociaciones nacionales en continentes diferentes al europeo, en particular en el americano. En algunos países donde no existe una asociación nacional, como en Croacia, Eslovaquia o Sudáfrica, la Orden tiene obras asociadas.

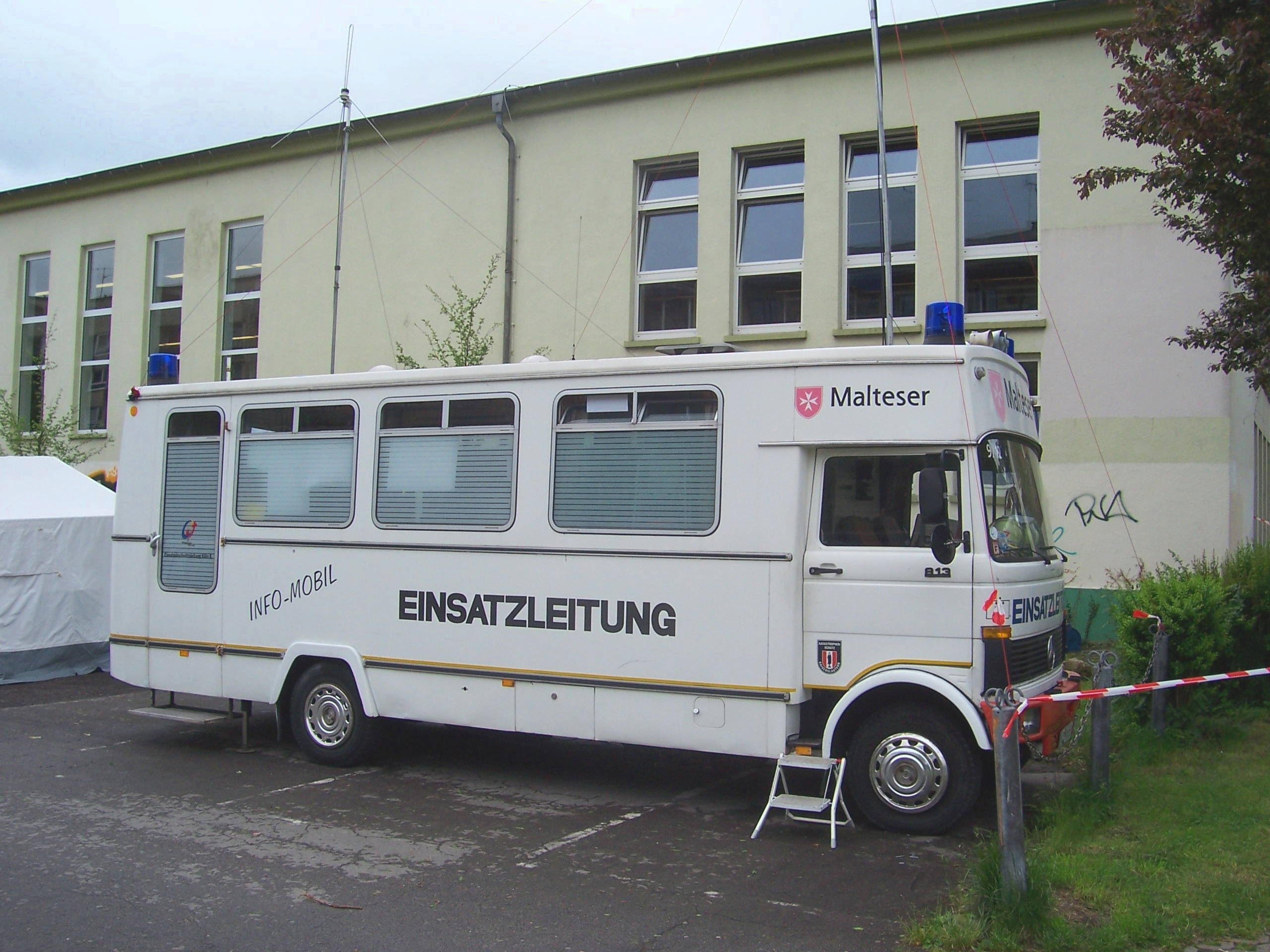
Unidad móvil de información de Malteser Internacional.

### Organismos internacionales de la Orden
Los organismos internacionales de la Orden son los siguientes:
- El Comité Internacional Hospitalario de la Orden de Malta, organismo que promueve las actividades internacionales de la Orden y coordina sus entes a escala mundial.
- Malteser Internacional, que se ocupa de la ayuda médica y humanitaria.
- El Comité Internacional de la Orden de Malta (CIOMAL), el cual tiene como objeto la lucha contra la lepra y contra la marginación de quienes la padecen.

## Relaciones internacionales
La pertenencia a la Orden no es incompatible con los deberes de los ciudadanos o súbditos con sus propios Estados. Incluso cuando la Orden gozaba de territorialidad, ejército y flota, se mostró siempre estrictamente neutral en los conflictos entre potencias cristianas. En el ámbito del derecho internacional, el establecimiento de relaciones diplomáticas de un Estado con la Orden de Malta implica solamente el reconocimiento del estatus que esta tiene, pero no comporta en absoluto la aceptación en el propio territorio de normas jurídicas de la Orden. 

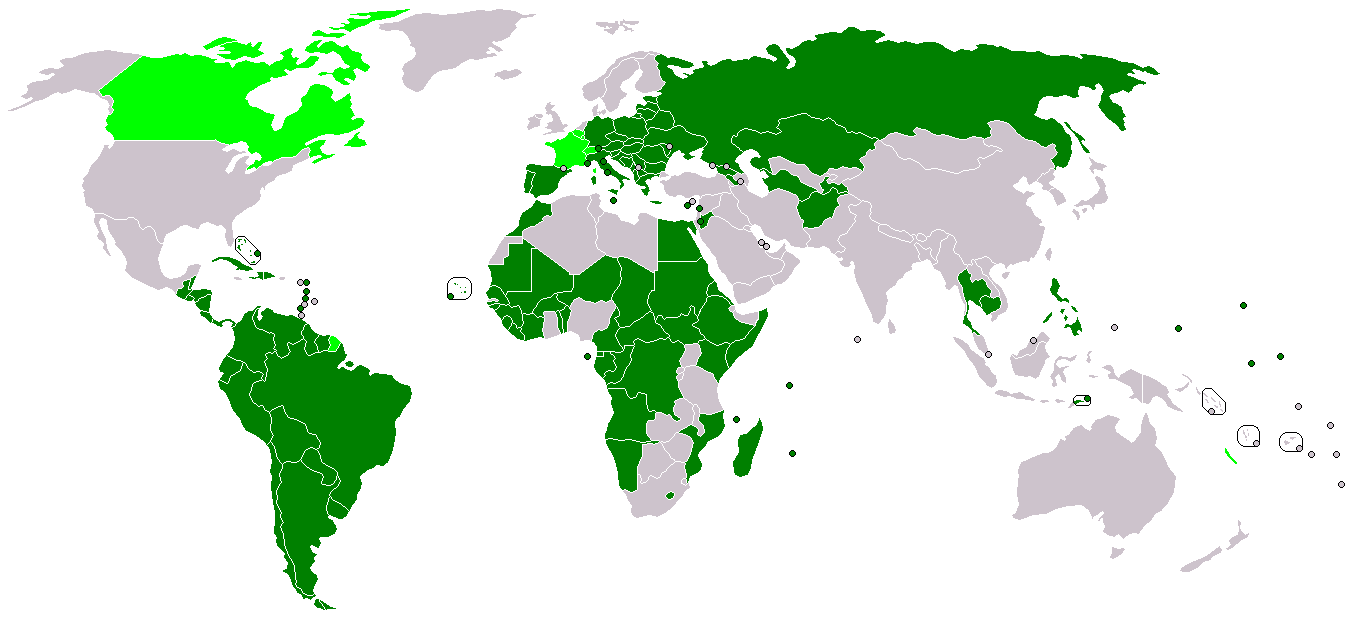
Tipo de relación de los estados con la Orden de Malta.
Relaciones diplomáticas (embajadas).
Otras relaciones.

### Con los países
La Orden de Malta sostiene relaciones diplomáticas con 112 países en los cinco continentes. La República de San Marino fue el primer Estado con el que se establecieron acuerdos de este tipo en 1936.
Con Francia, Luxemburgo, Suiza, Bélgica y Canadá las relaciones oficiales no son diplomáticas. En esos Estados la Orden tiene un estatus análogo al que poseen las Delegaciones Apostólicas que le permiten establecer representantes oficiales en su territorio, sin llegar al rango de embajada.
En América la Orden mantiene relaciones diplomáticas con Antigua y Barbuda, Argentina, Bahamas, Belice, Bolivia, Brasil, Chile, Colombia, Costa Rica, Cuba, El Salvador, Granada, Guatemala, Guyana, Haití, Honduras, Nicaragua, Panamá, Paraguay, Perú, República Dominicana, Santa Lucía, San Vicente y las Granadinas, Surinam, Uruguay  y Venezuela.

#### Con la Santa Sede
La relación de la Orden con la Santa Sede está definida por la sentencia del Tribunal Cardenalicio instituido por Pío XII, La Soberana Orden Militar del 10 de diciembre de 1951. En ese documento también se reconocen las características jurídicas de la Orden, sus fines y su manera de actuar. En cuanto orden religiosa, la Santa Sede ha establecido ciertos límites a la soberanía de la Orden. Por ejemplo, tiene que aprobar el código.
Las relaciones diplomáticas fueron interrumpidas en 1834, ya que se consideraba superflua la existencia de una representación diplomática al haberse instalado el Gran Magisterio en Roma. Un siglo más tarde fueron restablecidas.

#### El cardenal patrono
El cardenal patrono es nombrado por el papa. Sus funciones son representar al sumo pontífice ante la Orden, promover los intereses espirituales de la Orden y de sus miembros, y asegurar las buenas relaciones entre ambos entes. El cargo es ejercido en la actualidad, desde 2019, por el cardenal Gianfranco Ghirlanda.

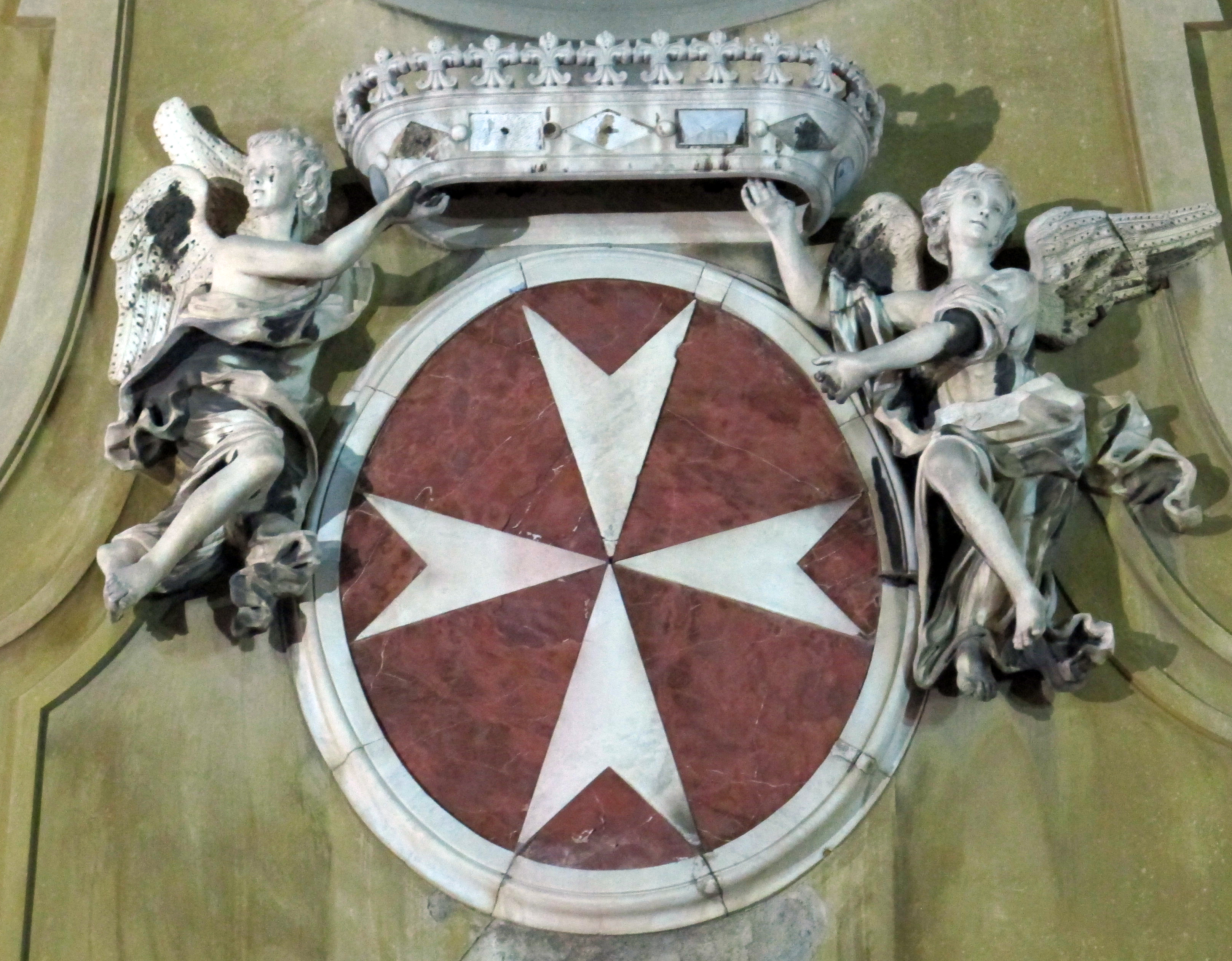
Escudo de la Orden en la iglesia de San Giovannino dei Cavalieri, en Florencia.

### Con las organizaciones internacionales
La Asamblea General de las Naciones Unidas tomó la resolución, con fecha 24 de agosto de 1994, de invitar a la Orden a participar en sus períodos de sesiones y trabajos en calidad de observador. La propuesta fue patrocinada por 71 países y aprobada sin necesidad de votación. La orden aceptó la invitación y nombró un representante, con rango de embajador, que tomó posesión el 26 de septiembre del mismo año.
En el anexo de la petición se habla de un «reconocimiento de su soberanía absoluta como miembro en pie de igualdad de la comunidad internacional por parte de 64 Estados Miembros de las Naciones Unidas». En este también se pone de manifiesto que: «Los miembros de la Orden son ciudadanos leales de sus países respectivos; esa lealtad no queda comprometida por el hecho de que formen parte de la Orden, lo cual constituye un honor supranacional suplementario».
La orden también tiene representaciones en muchas otras organizaciones internacionales, entre las que destacan el Comité ejecutivo del Alto Comisariado de las Naciones Unidas para los Refugiados, la Organización Mundial de la Salud, la Cruz Roja, la FAO, la Unesco, el Consejo de Europa.

## Otros textos
- Cohen, R., Knights of Malta, 1523-1798, Proyecto Gutenberg, 1920.
- De Nardelli, M., Le origini dei Cavalieri di Malta, Roma, 1991.
- Demurger, Alain. Chevaliers du Christ, les ordres religieux-militaires au Moyen Âge, Seuil, 2002.
- Gazzoni, F., L’Ordine di Malta, Milán, 1979.
- Hafkemeyer, Georg Bernhard. Der Rechtsstatus des Souveränen Malteser-Ritter-Ordens als Völkerrechtssubjekt ohne Gebietshoheit, Hamburgo, 1955.
- Marrocco Trischitta, M., Cavalieri di Malta, una leggenda verso il futuro, Roma, 1995.
- Pecchioli A., Storia dei Cavalieri di Malta, Roma, 1978.
- Petiet, Claude. Ces messieurs de la Religion. L'Ordre de Malte au XVIIIe siècle ou le crépuscule d'une épopée, Éd. France Empire, París, 1992.
- Pezzana, A., Il fondamento giuridico e storico della sovranità dell’Ordine Gerosolimitano di Malta, Roma, 1974.
- Prantner, Robert. Malteserorden und Völkergemeinschaft, Duncker und Humblot, Berlín, 1974.
- José-Apeles Santolaria de Puey y Cruells.  Escuela Diplomática Española, ed. Relaciones jurídicas internacionales de la Soberana Orden de San Juan de Malta.
- Serrou, Robert. L'Ordre de Malte, Guy Victor, 1963.